# Acantilado
Acantilado är en ort i Mexiko.   Den ligger i kommunen Huayacocotla och delstaten Veracruz, i den sydöstra delen av landet, 130 km nordost om huvudstaden Mexico City. Acantilado ligger 2 306 meter över havet och antalet invånare är 187.
Terrängen runt Acantilado är kuperad åt sydväst, men åt nordost är den bergig. Runt Acantilado är det ganska glesbefolkat, med 42 invånare per kvadratkilometer. Närmaste större samhälle är Carbonero Jacales, 9,1 km sydost om Acantilado. I omgivningarna runt Acantilado växer i huvudsak blandskog.